# ایناگاکی، آئوموری
ایناگاکی، آئوموری (به لاتین: Inagaki) یک منطقهٔ مسکونی در ژاپن است که در ناحیه توهوکو واقع شده‌است. ایناگاکی ۴٬۸۴۶ نفر جمعیت دارد.